# Welser Autobahn
De Oostenrijkse Welser Autobahn (A25) (tot 2003: Linzer Autobahn) loopt vanaf Traun naar Wels en verbindt de A8 met de A1. Deze verbinding is juist bedoeld om het verkeer dat niet noodzakelijkerwijs via het knooppunt Voralpenkreuz hoeft te rijden rechtstreeks naar Wenen of Passau te laten rijden.

## Geschiedenis
In 1971 waren aanvankelijk plannen om over de oorspronkelijk alhier gelegen weg B1 de Welser Schnellstraße (S38) aan te leggen. Deze plannen werden echter in de jaren '80 achterhaald door de plannen voor de A25.
Autobahnen: A1 · A2 · A3 · A4 · A5 · A6 · A7 · A8 · A9 · A10 · A11 · A12 · A13 · A14 · A21 · A22 · A23 · A24 · A25 · A26
Schnellstraßen: S1 · S2 · S3 · S4 · S5 · S6 · S7 · S8 · S10 · S16 · S18 · S31 · S33 · S34 · S35 · S36 · S37